# DC Talk
DC Talk, av gruppen skrivet dc Talk, var en kristen hiphop-/rockgrupp som bildades i slutet av 1980-talet i Lynchburg , Virginia , USA av Toby McKeehan, Kevin Max och Michael Tait. dc Talk är en förkortning för Decent Christian Talk och meningen med det namnet beskrivs ingående i bandets låt "Time Ta Jam" på debutalbumet. Bandets musikgenre har varierat mycket under åren, dc Talk var i början främst en hiphopgrupp med influenser från  MC Hammer och Fresh Prince. Mot slutet övergick bandet dock till ett rock-/popband vars musikstil mer lutade mot Nirvana, Red Hot Chili Peppers och U2 än någon hiphopgrupp. dc Talk har vunnit ett flertal stora priser och är välkänt för sina antirasistiska texter och sitt genomgående kristna budskap.

## Historia
Bandets rötter återfinns i slutet av 80-talet då rapparen/sångaren Toby McKeehan (aka tobyMac) började skriva kristen hiphop under namnet Caucatalk. Han studerade då vid Liberty University i Lynchburg och bildade tillsammans med Kevin Max Smith och Michael Tait dc Talk. Bandets debutalbum släpptes 1989 och fick namnet dc Talk. Albumet blev ingen supersuccé men fick ändå lite tillkännagivelse från BET networks som spelade bandets video "Heavenbound". Inte heller det andra albumet, Nu Thang (1990), blev speciellt uppmärksammat mer än i de kristna hiphopkretsarna. Men när det tredje albumet Free at Last släpptes 1992 hade bandets genre ändrats radikalt och övergått till en blandning av hiphop, gospel, rockmusik och pop. Albumet blev en oerhörd succé med sex stycken kristna radiohittar.
Men bandets mest kända album kommer inte förrän tre år senare då albumet Jesus Freak släpps. Den här gången har bandet helt övergått till ett rock-/popband med väldigt lite eller nästan ingen hiphop. Likt Free-at-Last-albumet så producerade Jesus Freak många kristna radiosuccéer och albumet har ofta betraktats som en av milstenarna i kristen musik. Men det här albumet blev också en stor succé inom icke-kristen musik och albumet sålde dubbel platina med mer än två miljoner sålda skivor och bandet drog efter detta ut på en stor turné med namnet "Welcome to the Freak Show". Liveskivor och -VHS släpptes också senare med inspelningar från bandets konserter. dc Talk skrev också tillsammans med Voice of the Martyrs två böcker vid namn Jesus Freak och Jesus Freak II där de berättar om kända och mindre kända kristna som dog för sin tro.
Bandets sista album, Supernatural, släpptes 1998. Det var inte i närheten av att bli lika stor succé som Jesus Freak men även det albumet hade sin beskärda del av hittar, "Consume Me" och "My Friend (So Long)" spelades flitigt på radio och i diverse kristna sammanhang.
År 2000 tillkännagav medlemmarna i dc Talk att de skulle splittras och börja producera eget material. Sedan dess har Toby McKeehan under namnet "tobyMac" släppt fyra album. Michael Tait har tillsammans med sitt band Tait gett ut två album, och Kevin Max har släppt tre. 2004 återförenades Toby McKeehan och Michael Tait för att skriva boken "Under God" som tar upp USA:s kamp mot rasism och boken tar upp berättelser om Rosa Parks, Emmett Till, och Martin Luther King. 2005 återförenades dc Talk för att göra en remix av tobMacs låt "Atmosphere", som är sista låten på Welcome-to-Diverse-City-albumet.
Dc Talk uppträder även på Toby McKeehans soloalbum "This is not a test" (2015) på låten "Love Feels Like".

## Diskografi
- dc Talk, 1989 (Forefront)
- Nu Thang, 1990 (Forefront)
- Free At Last, 1992 (Forefront)
- Free At Last Extended Play Remixes EP, 1994 (Forefront)
- Jesus Freak - the single, 1995 (Forefront)
- Jesus Freak, 1995 (Forefront)
- Just Between You And Me -1996 (Singel)
- In the Light: The Single, 1996 (Forefront)
- Welcome to the Freak Show, 1997 (Forefront)
- Supernatural, 1998 (Forefront)
- Intermission: Greatest Hits, 2000 (Forefront)
- Free At Last - The Music: 10-Year Anniversary, 2002 (Forefront)
- The Early Years, 2006 (Forefront)
- Jesus Freak 10th Anniversary Special Edition, 2006 (Forefront)

## Videografi
- Heavenbound - 1989
- I Love Rap Music - 1990
- Walls - 1990
- Nu Thang - 1991
- Jesus Is Just Alright - 1992
- The Hardway - 1992
- Jesus Freak - 1995
- Between You And Me - 1996
- Colored People - 1996
- Day By Day - 1998
- My Friend (So Long) - 1998
- Consume Me - 1999

## Priser

### Kristna musikpriser
- Nu Thang (Rap/Hip-Hop Album of the Year)
- I Love Rap Music (Rap/Hip-Hop Recorded Song of the Year)
- Rap, Rock & Soul (Long Form Music Video of the Year)
- Can I Get a Witness? (Rap/Hip-Hop Recorded Song of the Year)
- Jesus Is Just Alright (Rock Recorded Song of the Year)
- Socially Acceptable (Rap/Hip-Hop Recorded Song of the Year)
- Luv Is A Verb (Rap/Hip-Hop Recorded Song of the Year)
- dc Talk (Artist of the Year)
- Jesus Freak (Rock Recorded Song of the Year)
- Jesus Freak (Song of the Year)
- Between You and Me (Pop/Contemporary Recorded Song of the Year)
- Like It, Love It, Need It (Rock Recorded Song of the Year)
- Jesus Freak (Short Form Music Video of the Year)
- Colored People (Short Form Music Video of the Year)
- Exodus (Special Event Album of the Year)
- The Supernatural Experience (Long Form Music Video of the Year)
- Dive (Modern Rock Recorded Song of the Year)

### Grammy-priser
- Free at Last (Best Rock Gospel Album)
- Jesus Freak (Best Rock Gospel Album)
- Welcome to the Freak Show (Best Rock Gospel Album)
- Solo EP (Best Rock Gospel Album)

### RIAA-certifieringar
- Nu Thang (Guld)
- Free at Last (Platina)
- Jesus Freak (2x Platina)
- Welcome to the Freak Show  (Guld)
- Supernatural (Platina)
- Intermission: the Greatest Hits (Guld)
- Narrow is the Road Movie (Guld)
- Welcome to the Freak Show Movie (Guld)